# 이와키이시이역
이와키이시이역(일본어: 磐城石井駅)은 일본 후쿠시마현 히가시시라카와군 야마쓰리정에 위치한 동일본 여객철도 스이군선의 철도역이다. 단선 승강장 1면 1선의 구조를 갖춘 지상역이다.

## 이용 현황
| 승차 인원 추이 | 승차 인원 추이 |
| 연도           | 1일 평균       |
| -------------- | -------------- |
| 2000           | 60             |
| 2001           | 55             |
| 2002           | 44             |
| 2003           | 41             |
| 2004           | 30             |

## 역 주변
- 국도 제118호선
- 구지 강

## 역사
- 1931년 10월 10일 : 개업.
- 1970년 10월 1일 : 스이군선 영업 근대화에 의해 무인화, 출납간이 위탁화.
- 1987년 4월 1일 : 일본국유철도 분할 민영화에 의해, 동일본 여객철도가 승계.

## 인접 역
| 스이군선               | 스이군선   | 스이군선                   |
| ---------------------- | ---------- | -------------------------- |
| 미나미이시이 미토 방면 | ■ 스이군선 | 이와키하나와 고리야마 방면 |